# Bucine
Bucine est une commune de la province d'Arezzo en Toscane (Italie).

## Administration
| Période                                  | Période  | Identité    | Étiquette       | Qualité |
| ---------------------------------------- | -------- | ----------- | --------------- | ------- |
| 14 juin 2004                             | En cours | Sauro Testi | Centro-Sinistra |         |
| Les données manquantes sont à compléter. |          |             |                 |         |

### Hameaux
Ambra, Badia Agnano, Badia a Ruoti, Capannole, Cennina, Levane, Montebenichi, Pietraviva, Pogi, Rapale, San Leonino, San Pancrazio, Torre

### Communes limitrophes
Castelnuovo Berardenga, Civitella in Val di Chiana, Gaiole in Chianti, Monte San Savino, Montevarchi, Pergine Valdarno, Rapolano Terme

## Jumelages
Bucine fait partie de la Charte des Communes Rurales d'Europe qui comprend une entité par État membre de l’Union européenne, soit 27 autres communes, :
- Hepstedt (Allemagne)
- Lassee (Autriche)
- Bièvre (Belgique)
- Slivo pole (Bulgarie)
- Léfkara (Chypre)
- Tisno (Croatie)
- Næstved (Danemark)
- Bienvenida (Espagne)
- Põlva (Estonie)
- Kannus (Finlande)
- Cissé (France)
- Kolindros (Grèce)
- Nagycenk (Hongrie)
- Cashel (Irlande)
- Kandava (Lettonie)
- Žagarė (Lituanie)
- Troisvierges (Luxembourg)
- Nadur (Malte)
- Esch (Pays-Bas)
- Strzyżów (Pologne)
- Samuel (Portugal)
- Starý Poddvorov (Tchéquie)
- Ibănești (Roumanie)
- Desborough (Royaume-Uni)
- Medzev (Slovaquie)
- Moravče (Slovénie)
- Ockelbo (Suède)

## Sport
- Coppa in Fiera San Salvatore
- Trofeo San Leolino
- Trophée Learco Guerra